# Пономарёв, Владимир Михайлович
Влади́мир Миха́йлович Пономарёв (19 января 1937, Магнитогорск, Челябинская область — 21 февраля 2014, Магнитогорск, Челябинская область) — советский хозяйственный и государственный деятель, лауреат Государственной премии СССР за выдающиеся достижения в труде.

## Биография
Родился в 1937 году в Магнитогорске. Член КПСС.
Окончил Магнитогорское техническое училище № 13.
В 1955—1978 годах — подручный сталевара в мартеновском цехе № 3, в мартеновском цехе № 1, сталевар печи № 29, в 1978—1983 годах — водитель в производственном автотранспортном объединении № 1, в 1983—1987 годах — сталевар большегрузной мартеновской печи № 34 Магнитогорского металлургического комбината.
Почетный металлург СССР (1971).
За ускорение освоения проектных мощностей в металлургии был в составе коллектива удостоен Государственной премии СССР за выдающиеся достижения в труде 1975 года.
Жил в Магнитогорске.

## Награды
- Орден Трудового Красного Знамени (1972)